# 人生諸階
人生諸階（德語：Die Lebensstufen），是一幅於1834－1835年由德國浪漫主義畫家弗雷德里西繪製的寓意油畫，創作於畫家去世的前五年。畫中背對觀畫者的年邁白髮老人是弗雷德里西自己的畫像，坐在海邊的三個孩童是畫家的小孩，其中畫面中央的兩位爭搶著瑞典國旗，象徵著畫家是自己是半個瑞典人。